# Days of Rising Doom
Days of Rising Doom je debutové album power metalové superskupiny Aina vydané 25. září 2003.

## Příběh
Album vypráví příběh fiktivní země Aina, kde se po smrti krále Taetia dostává na trůn jeho syn, Torek. Příběh začíná doručením varování králi Taetiovi (Damian Wilson) proroky, kteří ho uporňují na blížící se nebezpečí. Příběh se dále přesunuje k milostnému trojúhelníku mezi Oriou Allyahan (Candice Night) a dvěma syny krále Taetia: Talonem (Glenn Hughes) a Torekem (Thomas Rettke). Po smrti svého otce se stane Torek králem Ainy, ale když ruku Oriy získá Talon, prchá z království. Torek se spřátelí s ohavnou rasou známou jako Krakhoni, pro které se stane směsí krále a božstva, také přijímá jméno Sorvahr, jméno jejich božstva. Sorvahr shromažďuje armádu Krakhonů a vede je do války proti celému světu. Nakonec oblehne a porazí Ainu, vyžene svého bratra, Talona, i s jeho ženou a dcerou, Oriou a Orianou. Ve snaze zachránit království, Talon posílá Orianu do bezpečí. Mezitím Sorvahr znásilní Oriu, která pak porodí Syria. Aniž by si byli vědomi svého vztahu, Oriana a Syrius se setkají a zamilují se do sebe. Jako pár dosáhnou dospělosti, Talon se vrací do království s novou armádou, aby znovu převzal trůnu Ainy. Talon s sebou bere Orianu, aby mu pomohla vést armádu, zatímco Syrius pomáhá vést Sorvahrovi nepřátelská vojska. Když se ti dva setkají v bitvě, dohodnou prozatímní mír, který je však porušen, když Sorvahr zabije Syria. Oriana vede bitvu proti Sorvahrovi a poráží jej. Usedá pak na trůn nově vzniklého království Aina.

## Seznam skladeb

### Disk 1: Days Of Rising Doom
1. "Aina Overture" - 2:01
2. "Revelations" - 5:29
3. "Silver Maiden" - 5:00
4. "Flight Of Torek" - 5:21
5. "Naschtok Is Born" - 4:39
6. "The Beast Within" - 3:17
7. "The Siege Of Aina" - 6:50
8. "Talon's Last Hope" - 6:10
9. "Rape Of Oria" - 3:05
10. "Son Of Sorvahr" - 2:58
11. "Serendipity" - 4:04
12. "Lalae Amer" - 4:13
13. "Rebellion" - 4:01
14. "Oriana's Wrath" - 6:13
15. "Restoration" - 4:55

### Disk 2: The Story Of Aina
1. "The Story Of Aina" - 15:08
2. "The Beast Within" - (single version) - 3:43
3. "Ve Toura Sol-Rape Of Oria" - (Ainae version) - 3:05
4. "Flight Of Torek" - (single version) - 3:33
5. "Silver Maiden" - (alternate version) - 4:59
6. "Talon's Last Hope" - (demo) - 5:46
7. "The Siege Of Aina" - (single version) - 3:55
8. "The Story Of Aina" - (instrumental) - 15:08

## Členové
- Robert Hunecke-Rizzo (Heaven's Gate, Luca Turilli, Rhapsody of Fire, Kamelot) - bicí, kytara, baskytara
- Sascha Paeth (Heaven's Gate, Luca Turilli, Rhapsody of Fire, Kamelot) - producent
- Michael "Miro" Rodenberg (Heaven's Gate, Luca Turilli, Rhapsody of Fire, Kamelot) - klávesy, aranže
- Amanda Somerville (Luca Turilli, Epica) - texty, zpěv: dívčí hlas a Oriana's Conscience

### Zpěváci
- Glenn Hughes (Deep Purple, Black Sabbath) - Talon
- Michael Kiske (bývalý člen Helloween) - průvodce
- Andre Matos (bývalý člen Shaaman, bývalý člen Angra) - Tyran
- Candice Night (Blackmore's Night) - Oria
- Sass Jordan - Oriana
- Tobias Sammet (Edguy, Avantasia) - průvodce
- Marco Hietala (Nightwish, Tarot) - Syrius
- Sebastian Thomson - vypravěč
- Damian Wilson (Ayreon, Star One, Landmarq, bývalý člen Threshold) - král Tactius
- Thomas Rettke (Heaven's Gate) - Torek (Sorvahr)
- Olaf Hayer (Luca Turilli) - Baktúk
- Cinzia Rizzo (Luca Turilli, Rhapsody of Fire, Kamelot) - operní zpěv a vokály
- Rannveig Sif Sigurdardoffir (Kamelot) - operní zpěv
- Simone Simons (Epica) - mezzosoprán
- Oliver Hartmann (At Vance) a Herbie Langhans (Luca Turilli, Seventh Avenue) - prorokové
- Dále účinkují: The Trinity School Boys Choir jako andělský chór Aina
  - Režie: David Swinson

### Hudebníci
- Olaf Reitmeier (Virgo) - akustická kytara v "Revelations" a "Serendipity"
- Derek Sherinian (bývalý člen Dream Theater) - klávesové sólo v "The Siege of Aina"
- Jens Johansson (Stratovarius, Yngwie Malmsteen, Dio) - klávesové sólo v "Revelations"
- T.M. Stevens (Steve Vai, Tina Turner) - Bass on "Son of Sorvahr"
- Axel Naschke (Gamma Ray)- Organ on "Son of Sorvahr"
- Erno "Emppu" Vuorinen (Nightwish, Altaria) - kytarové sólo v "Rebellion"
- Thomas Youngblood (Kamelot, Ian Parry) - kytarové sólo v "Lalae Amêr"
- Erik Norlander (Ayreon, Ambeon) - klávesové sólo v "Rebellion"